# خانه عذرا مرعشی
خانه عذرا مرعشی مربوط به دوره قاجار است و در رفسنجان، بافت قدیم شهر، بین آب انبارو مسجد قدیمی شهر واقع شده و این اثر در تاریخ ۱۲ تیر ۱۳۸۴ با شمارهٔ ثبت ۱۲۰۱۵ به‌عنوان یکی از آثار ملی ایران به ثبت رسیده است.
قدمت خانهٔ خانم عذرا مرعشی یا (میرزاعلی سالاری) به زمان قاجار برمی گردد.
این خانه توسط میرزا علی سالاری که از اهالی شریف‌آباد بوده در زمان قاجاریه ساخته شده است. بعدها این خانه صداق عروسشان خانم عذرا مرعشی که دختر سید محمد صادق مرعشی می‌باشد، گردیده است و مدتی بعد در بین محل به خانهٔ عذرا خانم اشتهار یافته است. همان‌طور که اشاره شد، این خانه در زمان قاجار ساخته شده و فرم قوس‌های بکار رفته در بنا مبین این نکته می‌باشد.
در هنگام ایام مذهبی به دلیل بزرگ بودن و همجواری با مسجد جهت برگزاری مراسم تاسوعا و عاشورا یا ایام سوگواری ائمه استفاده می‌شده است.

## توضیحات
- عذرا مرعشی، خواهر عفت مرعشی، همسر هاشمی رفسنجانی است.